# Tabina
Tabina é um município de  quarta classe de renda municipal (d) na província Zamboanga do Sul, nas Filipinas. De acordo com o censo de 1 de maio  de  2020 possui uma população de 25 734 pessoas e 5 736 domicílios.